# Heidi Mark
Heidi Mark (Columbus (Ohio), 18 februari 1971) is een Amerikaanse actrice en model.

## Biografie
Mark werd geboren in Columbus (Ohio), en heeft Fins bloed omdat haar vader geboren is in Helsinki. Zij begon met werken op het advocatenkantoor van haar vader en bij een restaurant genaamd Hooters, wat bekendstaat om de jonge en knappe serveersters. In juli 1995 werd zij ook playmate van de maand voor het tijdschrift Playboy.
Mark begon in 1994 met acteren in televisieserie Red Shoe Diaries. Hierna heeft zij nog meerdere rollen gespeeld in televisieseries en films maar heeft vooral kleine rollen gespeeld. In 2003 heeft ze voor het laatst geacteerd en wat zij nu doet is niet bekend.
Mark trouwde in 2000 met Vince Neil en zijn in 2001 gescheiden, dit omdat hij volgens haar veel dronk, gewelddadig was en haar bedroog.

## Filmografie

### Films
- 2017 The Women Behind The Women: Behind Steel Dragon - als vrouw van Kirk
- 2002 Man of the Year – als Carol
- 2002 Life Without Dick – als stripper
- 2001 Rock Star – als vrouw van Kirk
- 2001 The Judge – als Brittany Hill
- 2000 Red Shoe Diaries 14: Luscious Lola – als Rebecca
- 1998 Bad As I Wanna Be: The Dennis Rodman Story – als Annie Banks
- 1997 Steel Chariots – als Amber
- 1997 Weapons of Mass Distraction – als Cricket Paige
- 1997 Swimsuit: The Movie – als Amber Montana Dakota
- 1995 Thunder in Paradise 3 – als Alison
- 1995 Baywatch: Forbidden Paradise – als Holly
- 1995 Deadline for Murder: From the Files of Edna Buchanan – als Bebe Quinn

### Televisieseries
Uitgezonderd eenmalige gastrollen.
- 2002 – 2003 Ocean Ave. – als Jazz De Guise – 4 afl.
- 1998 – 1999 Love Boat: The Next Wave – als cruisedirecteur Nicole Jordan – 19 afl.
- 1996 Baywatch – als Holly – 2 afl.
- 1995 – 1996 Married... with Children – als Ashley – 3 afl.
- 1995 High Tide – als Dee Dee – 2 afl.
- 1994 The Young and the Restless – als Sharon Newman - ? afl.
- 1994 Thunder in Paradise – als Allison Wilson - 7 afl.